# Giovanni Battista Grassi
Giovanni Battista Grassi, född den 27 mars 1854 i Rovellasca, provinsen Como, död den 4 maj 1925 i Rom, var en italiensk zoolog.
Grassi blev 1883 professor i zoologi och jämförande anatomi i Catania, och 1895 över samma ämnen i Rom. Han utgav, förutom skrifter om termiter, pilmaskar, bandmaskars och insekters utveckling, praktiskt värdefulla arbeten över vinlusen. Mest känd är Grassi genom tillsammans med Salvatore Calandruccio utförda undersökningar över ålens förvandlingar och orsakerna till malarian. Efter resor i Italien 1898 lyckades Grassi i samarbete med Amico Bignami och Giuseppe Bastianelli huvudsak utreda malariaparasitens utveckling såväl i myggan Anopheles som i människans blod. År 1899 fick han med Guglielmo Marconi dela Turinakademiens första Vallauripris.